# Kratovo
Kratovo (v makedonské cyrilici Кратово) je město v Severovýchodním regionu v Severní Makedonii. Žije zde 6 924 obyvatel.

## Historie
Město se rozvíjelo především ve středověku a raném novověku díky těžbě rud. Poslední důl však byl uzavřen v roce 1805. Odlehlé město, které se nachází daleko od dopravních tahů na úpatí Osogovských hor, tak bylo ušetřeno dynamického rozvoje jiných severomakedonských měst. Kratovo tak má zachovanou historickou balkánskou architekturu s mnohými mosty, věžemi a starými domy. Kamenných věží se z původních dvanácti do dnešní doby dochovalo celkem šest.
Místní obyvatelstvo mluví dialektem makedonštiny, který je blízký některým jižním/jihovýchodním srbským nářečím a severozápadním nářečím bulharským.